# Berserkeri
Berserkeri (berserci) su bili nordijski ratnici, koji su se zaklinjali na vjernost bogu Odinu te se prije svake bitke padali u vrstu transa ili borbene ekstaze koji ih je doveo do nekontroliranog bijesa i otpornosti na bolove. 
Iz tog razloga taj je pojam ušao u rječnike brojnih jezika svijeta kao opis divljih boraca ili vojnika koji ne pokazuju nikakve milosti prema protivniku, ali ni straha za vlastiti život.
Ime mu dolazi od starog nordijskog izraza berserk, što na starom nordijskom jeziku doslovno znači medvjeđa koža. Smatra se da su se bersekeri tijekom rituala pred bitku oblačili u medvjeđu kožu. 
U nordijskoj mitologiji kao prototip bersekera služi ličnost pod imenom Berserk. Kasnije se spominju kao krvožedni vukodlaci koji napadaju i piju krv. 

## Vanjske poveznice
- Berserkergang on winterscapes.com (Speculations of an Ásatrúar)
- Berserkergang on Viking Answer Lady